# شو شیائویان
شو شیائویان (انگلیسی: Xu Xiaoyan؛ زادهٔ ۲۹ ژانویهٔ ۱۹۹۸) بازیکن زن راگبی ۷ نفره اهل چین است.
وی در مسابقات کشوری و بین‌المللی در مجموع برندهٔ ۱ مدال طلا شده‌است.